# 学校法人竹早学園
学校法人竹早学園（がっこうほうじんたけはやがくえん）とは、東京都文京区に本部を置く学校法人。

## 沿革
- 1957年 - 学校法人竹早教員養成所として発足。
- 1965年 - 学校法人竹早学園に組織変更。

## 設置校
- 竹早教員保育士養成所
- つつじがおか幼稚園